# Malkara
Malkara là một huyện thuộc tỉnh Tekirdağ, Thổ Nhĩ Kỳ. Huyện có diện tích 1178 km² và dân số thời điểm năm 2007 là 56484 người, mật độ 48 người/km².